# Municipio de Corydon (Pensilvania)
El municipio de Corydon  (en inglés: Corydon Township) es un municipio ubicado en el condado de McKean en el estado estadounidense de Pensilvania. En el año 2000 tenía una población de 301 habitantes y una densidad poblacional de 1.6 personas por km².

## Geografía
El municipio de Corydon se encuentra ubicado en las coordenadas 41°55′00″N 78°49′59″O / 41.91667, -78.83306.

## Demografía
Según la Oficina del Censo en 2000 los ingresos medios por hogar en la localidad eran de $35,208 y los ingresos medios por familia eran $37,500. Los hombres tenían unos ingresos medios de $36,875 frente a los $29,375 para las mujeres. La renta per cápita para la localidad era de $20,283. Alrededor del 9,8% de la población estaban por debajo del umbral de pobreza.